# Růže damašská
Růže damašská nebo též růže damascénská (Rosa x damascena) je vyšlechtěný hybridní druh z rozsáhlého rodu růže a jedna z nejstarších a nejdůležitějších kulturních růží s hojným využitím v okrasném zahradnictví, kosmetickém průmyslu a medicíně.

## Původ
Vyšlechtěna byla pravděpodobně již ve starověku na Blízkém východě Peršany; v antických dobách byla pěstována ve starověkém Řecku i Římě. Do Evropy byla dovezena ve 12. či 13. století křižáky.
Jako u ostatních starých kulturních růží je jejím přímým předchůdcem růže galská (Rosa gallica). Postupně vznikly dvě základní varianty: křížením s Rosa phoenicia jedenkrát ročně kvetoucí "letní damašská růže" (R. × damascena var. damascena) a remontující "podzimní damašská růže (Rosa x damascena var. semperflorens) křížením s růží mošusovou (Rosa moschata). Dle analýz DNA obsahuje též genetický materiál ještě třetího druhu – Rosa fedtschenkoana.
Sama damašská růže pak stála na počátku šlechtění dalších kulturních variant, jako je růže stolistá a celé skupiny Bourbonek, portlandských růží a remontantek.

## Popis
Obě varianty růže damašské tvoří vyšší, zhruba dva metry vysoké keře s obloukovitým vzrůstem a hustě ostnitými výhony. Listy jsou jako u jiných růží lichozpeřené, nejčastěji pětičetné, světle zelené a na spodní straně měkce chlupaté. Květy jsou spíše drobnější, ploché, plné, výrazně vonící, v pastelových odstínech růžové a bílé. Na konci výhonů vyrůstají po několika. Jejich stonky jsou tenké, proto květy nestojí vzpřímeně, ale zpravidla lehce převisají. Šípky jsou červené, lahvicovitého tvaru.

## Pěstování a využití

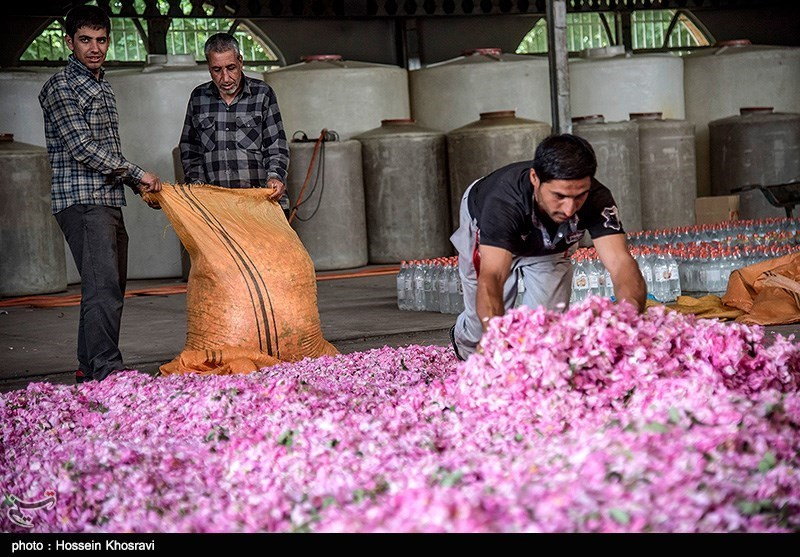
Sklizeň květních plátků

Bylo vypěstováno několik populárních okrasných kultivarů: 'Isphahan' (začátek 19. století, světle růžová), 'Madame Hardy' (1832, bílá, pnoucí), 'Marie-Louise' (1813, růžová), 'Rose de Resht' (před r. 1880, purpurová) nebo 'York and Lancaster', bíle a červeně žíhaná. Kultivar 'Trigintipetala' růžové barvy, vyšlechtěný v 17. století, je pěstován na květ pro výrobu růžového oleje – hojně např. v Bulharsku v proslulém Údolí růží u města Kazanlak, které se nachází mezi Sofií a Burgasem asi 200 kilometrů východně od Sofie, podle něhož se jí někdy říká "kazanlacká růže".
Kromě destilace růžového oleje a výroby růžové vody má damašská růže hojné využití též v gastronomii: jedlé korunní plátky jsou nakládány do cukru, zpracovávány na čajové směsi, na džemy, jako ochucovadlo marcipánu a jiných dezertů v orientálních kuchyních. Éterické oleje jsou využívány v aromaterapii a medicíně pro své uklidňující, antibakteriální, protizánětlivé a protikřečové účinky.

## Galerie

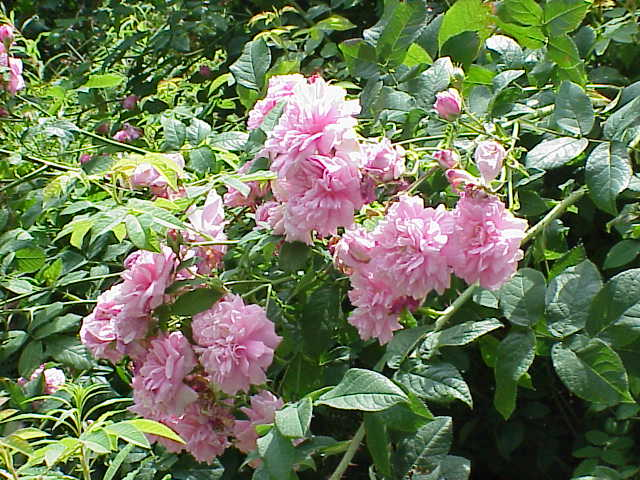
Kultivar 'Ispahan'
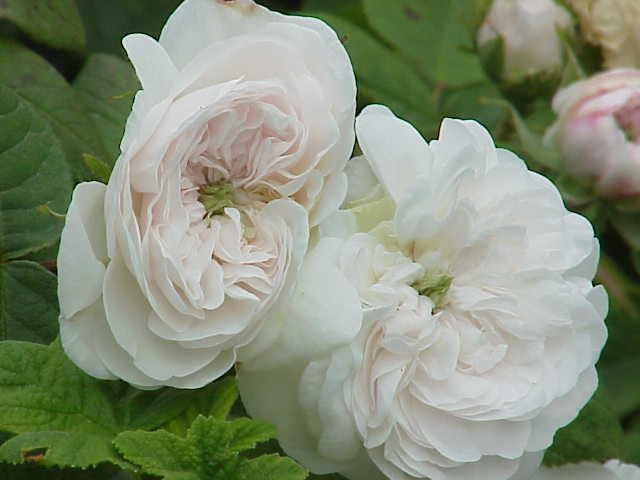
Kultivar 'Madame Hardy'
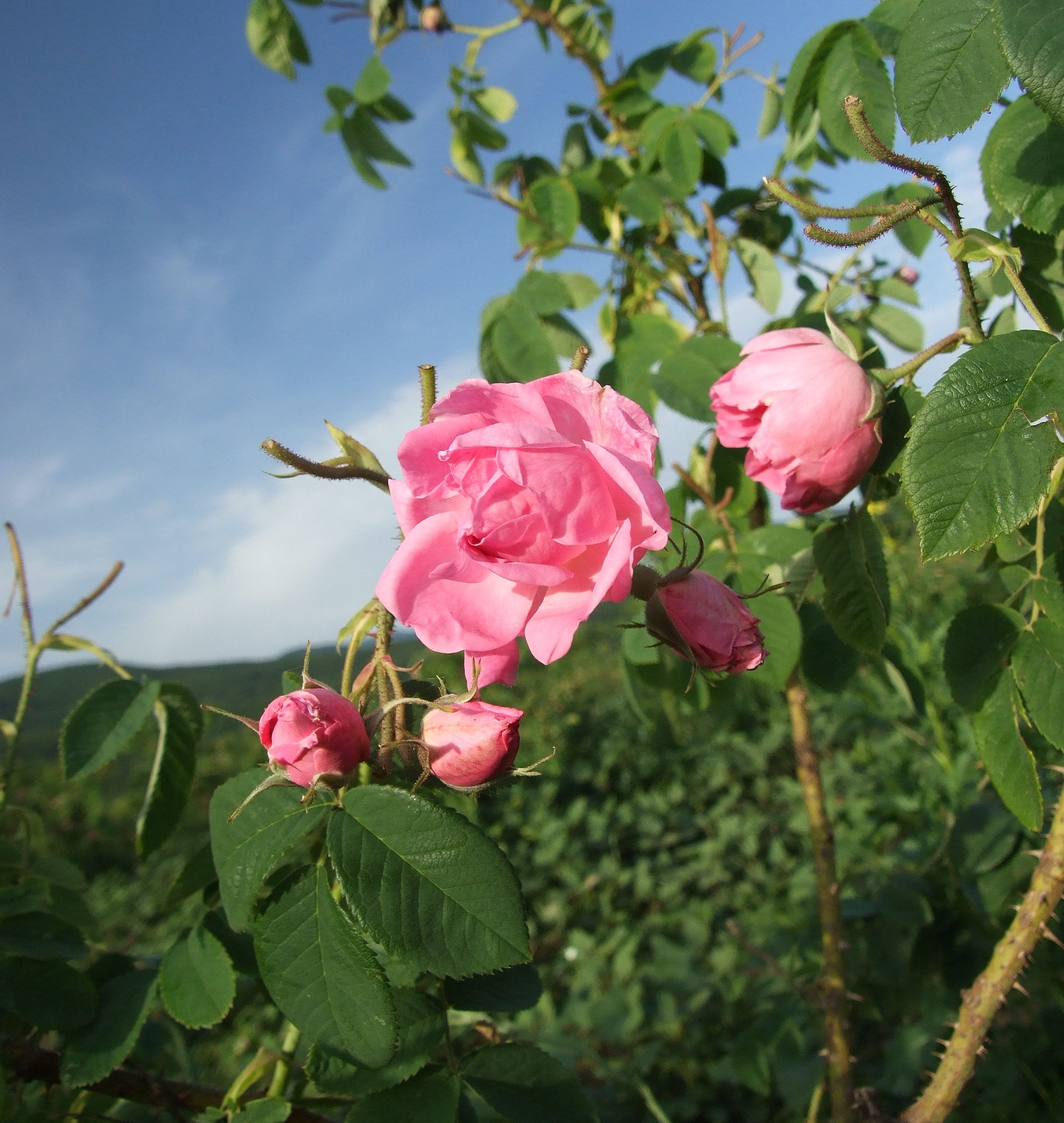
Kazanlacká růže
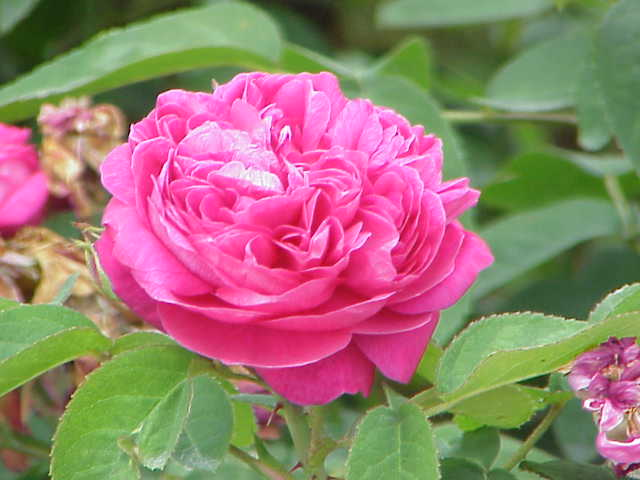
Kultivar 'Rose de Resht'
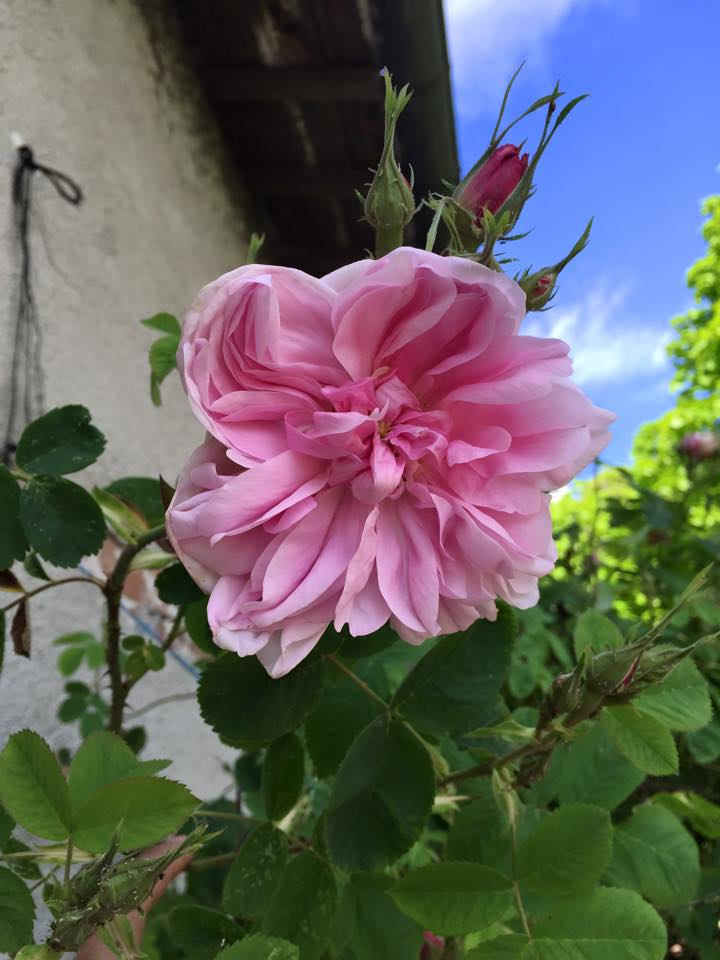
Kultivar 'Bifera'
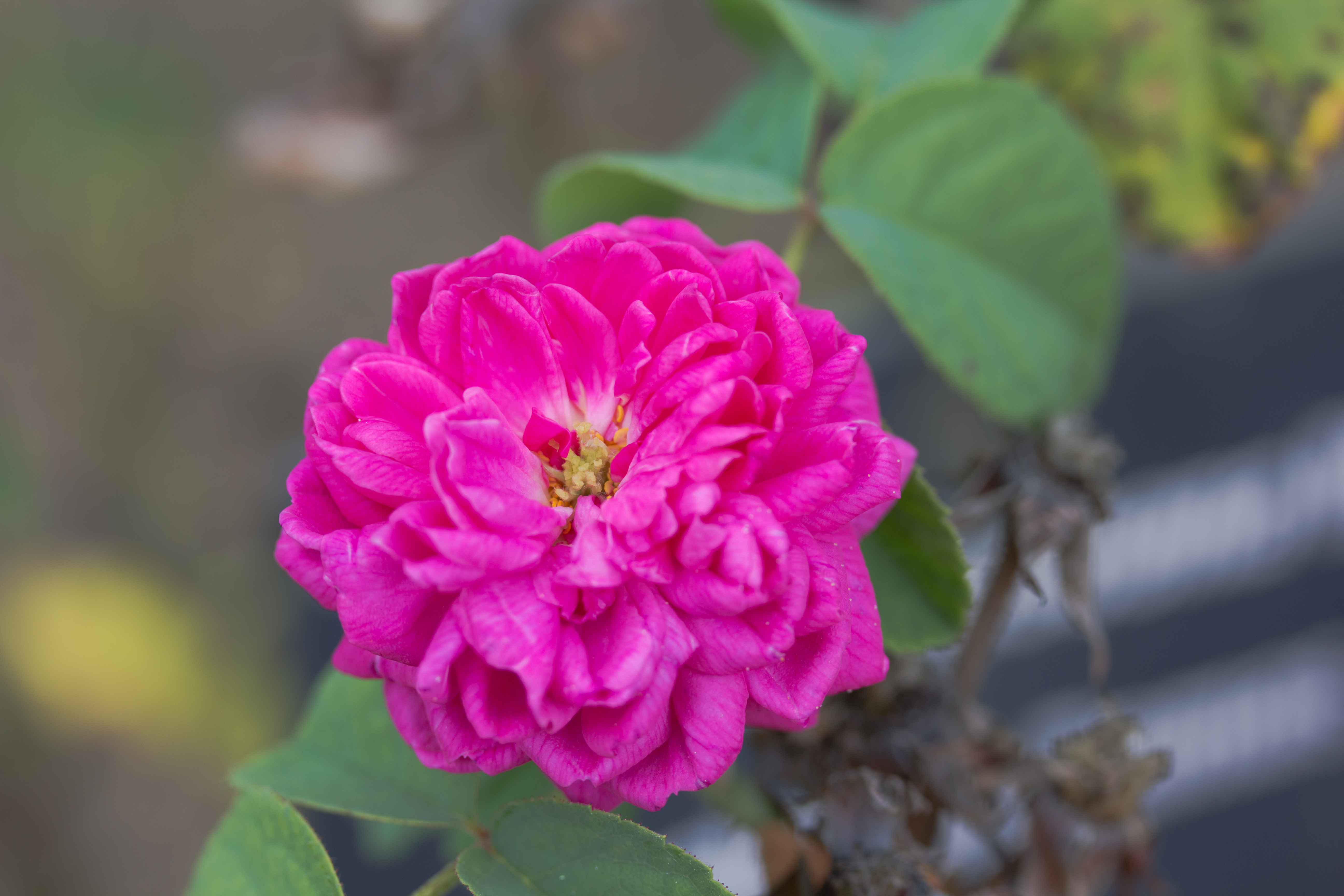
Kultivar 'Rosier de Damas'